# Xenopus largeni
Xenopus largeni är en groddjursart som beskrevs av Richard C. Tinsley 1995. Xenopus largeni ingår i släktet Xenopus och familjen pipagrodor. IUCN kategoriserar arten globalt som otillräckligt studerad. Inga underarter finns listade i Catalogue of Life.